# چری (فیلم ۲۰۲۱)
چری (به انگلیسی: Cherry) یک فیلم سینمایی آمریکایی در ژانر درام-جنایی بیوگرافی به‌کارگردانی برادران روسو است که از سوی اپل تی‌وی پلاس در سال ۲۰۲۱ اکران شد. آنجلا روسو-استوت فیلمنامه این فیلم را به همراه جسیکا گلدبرگ بر اساس کتابی به همین نام نوشته نیکو واکر به نگارش درآورده است. نیکو واکر، جانباز و پزشک سابق ارتش ایالات متحده که هم‌اکنون به اتهام سرقت از بانک در زندان به سرمی‌برد، پس از دستگیری در زندان این کتاب را بر اساس زندگی واقعی خود نوشت. این کتاب با تحسین جهانی منتقدان همراه بود و در لیست کتاب‌های پرفروش نیویورک تایمز قرار گرفت. تام هالند و سی‌یرا براوو بازیگران اصلی این فیلم هستند.
در سال ۲۰۱۸، شرکت ای‌جی‌بی‌او حق ساخت و انتشار فیلمی بر اساس رمان چری اثر نیکو واکر را دریافت کرد. انتخاب بازیگران در مارس و اکتبر ۲۰۱۹ انجام شد. فیلم‌برداری این فیلم در ۸ اکتبر ۲۰۱۹ در ایالت اوهایو آغاز و در ۲۰ ژانویه ۲۰۲۰ به اتمام رسید.

## داستان
داستان این فیلم دربارهٔ نیکو واکر، پزشک ارتش ایالات متحده است که پس از بازگشت از عراق و خدمت به ارتش آمریکا، دچار بیماری و اعتیاد به مواد مخدر می‌شود و در ادامه برای تأمین هزینه تصمیم به دزدی از بانک می‌گیرد.

## بازیگران
- تام هالند
- سی‌یرا براوو
- جک رینور
- مایکل ریسپولی
- توماس لنون
- کلی برگلند
- خوزه پابلو کانتیلو
- نیکول فورستر

## تولید
داستان رمان، دربارهٔ مرد جوانی به نام نیکو واکر است که تحصیل در دانشگاه را رها می‌کند و در ارتش ایالات متحده آمریکا ثبت نام می‌کند، او که از اختلال استرس بعد از حادثه رنج می‌برد، پس از بازگشت از جنگ و اعتیاد به مواد مخدر، تصمیم به دزدی از بانک می‌گیرد.
نیکو واکر در سال ۲۰۱۳، دستگیر و به زندان فدرال در اشلند، کنتاکی منتقل شد، او در طی دوران حبس خود شروع به نوشتن رمانی دربارهٔ وحشت جنگ و اعتیاد و براساس زندگی خود، کرد و در سال ۲۰۱۸، کتاب را منتشر کرد. سرانجام در اوت سال ۲۰۱۸، شرکت تولیدی برادران روسو، ای‌جی‌بی‌او، حق ساخت و انتشار فیلمی بر اساس رمان چری نوشته نیکو واکر را با پرداخت یک میلیون دلار، دریافت کرد و برادران روسو به عنوان کارگردان انتخاب شدند.
در مارس ۲۰۱۹، تام هالند، برای بازی در نقش نیکو واکر وارد مذاکره شد. پس از آن در ماه اکتبر، سی‌یرا براوو، جک رینور، جف والبرگ، کایل توماس هاروی، فرست گودلاک و مایکل گاندولفینی به جمع بازیگران اضافه شدند. این فیلم چهارمین همکاری برادران روسو با تام هالند، پس از فیلم‌هایی نظیر کاپیتان آمریکا: جنگ داخلی، انتقام‌جویان: جنگ ابدیت و انتقام‌جویان: پایان بازی و همچنین چهارمین همکاری آن‌ها با هنری جکمن، بعد از کاپیتان آمریکا: سرباز زمستان، کاپیتان آمریکا: جنگ داخلی و استخراج است.
در ۱۵ ژوئیه ۲۰۱۹، اعلام شد که فیلم‌برداری آغاز خواهد شد. سرانجام در ۸ اکتبر ۲۰۱۹ فیلم‌برداری در کلیولند، اوهایو آغاز و در ۲۰ ژانویه ۲۰۲۰ به اتمام رسید.

## انتشار
در سپتامبر ۲۰۲۰، اپل تی‌وی پلاس حق پخش فیلم را خرید.‌ چری در ۲۶ فوریه ۲۰۲۱، در سینماهای منتخب اکران و در تاریخ ۱۲ مارس ۲۰۲۱، توسط اپل تی‌وی پلاس منتشر شد. بازی هالند و براوو مورد تحسین منتقدان قرار گرفت، اما برخی از منتقدان نسبت به فیلم‌نامه انتقاداتی داشتند.